# Geranomyia tonnoiri
Geranomyia tonnoiri is een tweevleugelige uit de familie steltmuggen (Limoniidae). De soort komt voor in het Australaziatisch gebied.